# Zona di frattura dell'Isola di Pasqua
La zona di frattura dell'Isola di Pasqua è una zona di frattura oceanica nell'Oceano Pacifico associata a una faglia trasforme che si estende dalle Isole Tuamotu a ovest, fino alla fossa di Atacama a est.
La zona di frattura si estende per circa 5.900 km dalle coordinate 20°S,131°W fino a 26°S,78°W. Nell'area sono presenti molte dorsali e vulcani isolati, con un'elevazione massima di circa 3.000 m al di sopra del fondale marino. Poiché il fondale ha profondità che variano tra i 4.000 m a nord della zona di frattura e i 3.400 m a sud della zona di frattura, le vette non raggiungono la superficie del mare e pertanto i rilievi appaiono come montagne sottomarine. Solo nelle Isole Pitcairn e nell'Isola di Pasqua i picchi si elevano al di sopra della superficie marina.